# مليسة جهنيانية
مليسة جهنيانية (الاسم العلمي: Melissa jahniana) هي نوع نباتي يتبع جنس المليسة من فصيلة الشفوية.